# Liste der Denkmäler des Deutsch-Französischen Krieges im Landkreis Böblingen
Diese Liste gibt einen Überblick über Gedenkstätten im Landkreis Böblingen, die sich schwerpunktmäßig der Geschichte des Deutsch-Französischen Krieges von 1870/71 widmen.

## Liste
| Bild | Ort               | Ortsteil          | Lage                                                                      | Beschreibung |
| --- | ----------------- | ----------------- | ------------------------------------------------------------------------- | --- |
| Bild gesucht Die Wikipedia wünscht sich an dieser Stelle ein Bild vom hier behandelten Ort. Motiv: Gedenktafel Aidlingen Falls du dabei helfen möchtest, erklärt die Anleitung , wie das geht. BW                                  | Aidlingen         | Aidlingen         |                                                                           | An die Rückseite des Kreuzes des Kriegerdenkmals für die Weltkriege gelehnt, befindet sich eine Metalltafel mit den Toten des 1870U/71er-Krieges.                     |
| Bild gesucht Die Wikipedia wünscht sich an dieser Stelle ein Bild vom Ort mit diesen Koordinaten 48.52166 8.83672 . Motiv: Gedenktafel Bondorf Falls du dabei helfen möchtest, erklärt die Anleitung , wie das geht. BW            | Bondorf           | Bondorf           | Sakristei der Evangelischen Kirche in Bondorf 48° 31′ 18″ N, 8° 50′ 12″ O | In der Sakristei der Evangelischen Kirche in Bondorf hängt eine gusseiserne Platte für den Feldzug von 1870/71.                                                       |
| Bild gesucht Die Wikipedia wünscht sich an dieser Stelle ein Bild vom Ort mit diesen Koordinaten 48.645656 8.893868 . Motiv: Gedenktafel Gärtringen Falls du dabei helfen möchtest, erklärt die Anleitung , wie das geht. BW       | Gärtringen        | Gärtringen        | Friedhof 48° 38′ 44″ N, 8° 53′ 38″ O                                      | Eine Metalltafel an der Steinmauer des Friedhofs. |
| Weitere Bilder | Gärtringen        | Gärtringen        | Aidlinger Weg 48° 39′ 3″ N, 8° 53′ 44″ O                                  | Die Friedenslinde steht als Naturdenkmal unter Schutz, siehe Liste der Naturdenkmale in Gärtringen.                                                                   |
| | Herrenberg        | Oberjesingen      | an den Neuwiesen 48° 37′ 38″ N, 8° 48′ 44″ O                              | Die Friedenslinde steht als Naturdenkmal unter Schutz, siehe Liste der Naturdenkmale in Herrenberg.                                                                   |
| Bild gesucht Die Wikipedia wünscht sich an dieser Stelle ein Bild vom Ort mit diesen Koordinaten 48.655502 9.059414 . Motiv: Kriegerdenkmal Schönaich Falls du dabei helfen möchtest, erklärt die Anleitung , wie das geht. BW     | Schönaich         | Schönaich         | Friedhof 48° 39′ 20″ N, 9° 3′ 34″ O                                       | Freistehende Stele auf dem Friedhof |
| Bild gesucht Die Wikipedia wünscht sich an dieser Stelle ein Bild vom Ort mit diesen Koordinaten 48.744177 8.956587 . Motiv: Friedenslinde Magstadt Falls du dabei helfen möchtest, erklärt die Anleitung , wie das geht. BW       | Magstadt          | Magstadt          | Renninger Straße 48° 44′ 39″ N, 8° 57′ 24″ O                              | Die Friedenslinde steht als Naturdenkmal unter Schutz, siehe Liste der Naturdenkmale in Magstadt.                                                                     |
| Bild gesucht Die Wikipedia wünscht sich an dieser Stelle ein Bild vom Ort mit diesen Koordinaten 48.772708 8.853135 . Motiv: Gedenktafel Merklingen Falls du dabei helfen möchtest, erklärt die Anleitung , wie das geht. BW       | Weil der Stadt    | Merklingen        | Wendelinskapelle 48° 46′ 22″ N, 8° 51′ 11″ O                              | Links neben der Eingangstür der Wendelinskapelle wird auf einer Tafel den Teilnehmern des Krieges 1870/71 gedacht, von denen einer gefallen ist.                      |
| Bild gesucht Die Wikipedia wünscht sich an dieser Stelle ein Bild vom Ort mit diesen Koordinaten 48.725263 8.89426 . Motiv: Friedenslinden Weil der Stadt Falls du dabei helfen möchtest, erklärt die Anleitung , wie das geht. BW | Weil der Stadt    | Schafhausen       | Friedensstraße, vor der Grundschule 48° 43′ 31″ N, 8° 53′ 39″ O           | Die Friedenslinde steht als Naturdenkmal unter Schutz, siehe Liste der Naturdenkmale in Weil der Stadt.                                                               |
| | Weil im Schönbuch | Weil im Schönbuch | Schießstandweg 48° 36′ 34″ N, 9° 4′ 26″ O                                 | Freistehende Stele außerhalb des Ortes. Der Gedenkstein war bis 1967 in der Martinskirche eingemauert und wurde 1978 an der Schützenlinde im Äschenöfele aufgestellt. |